# Procession des pénitents de Lessines

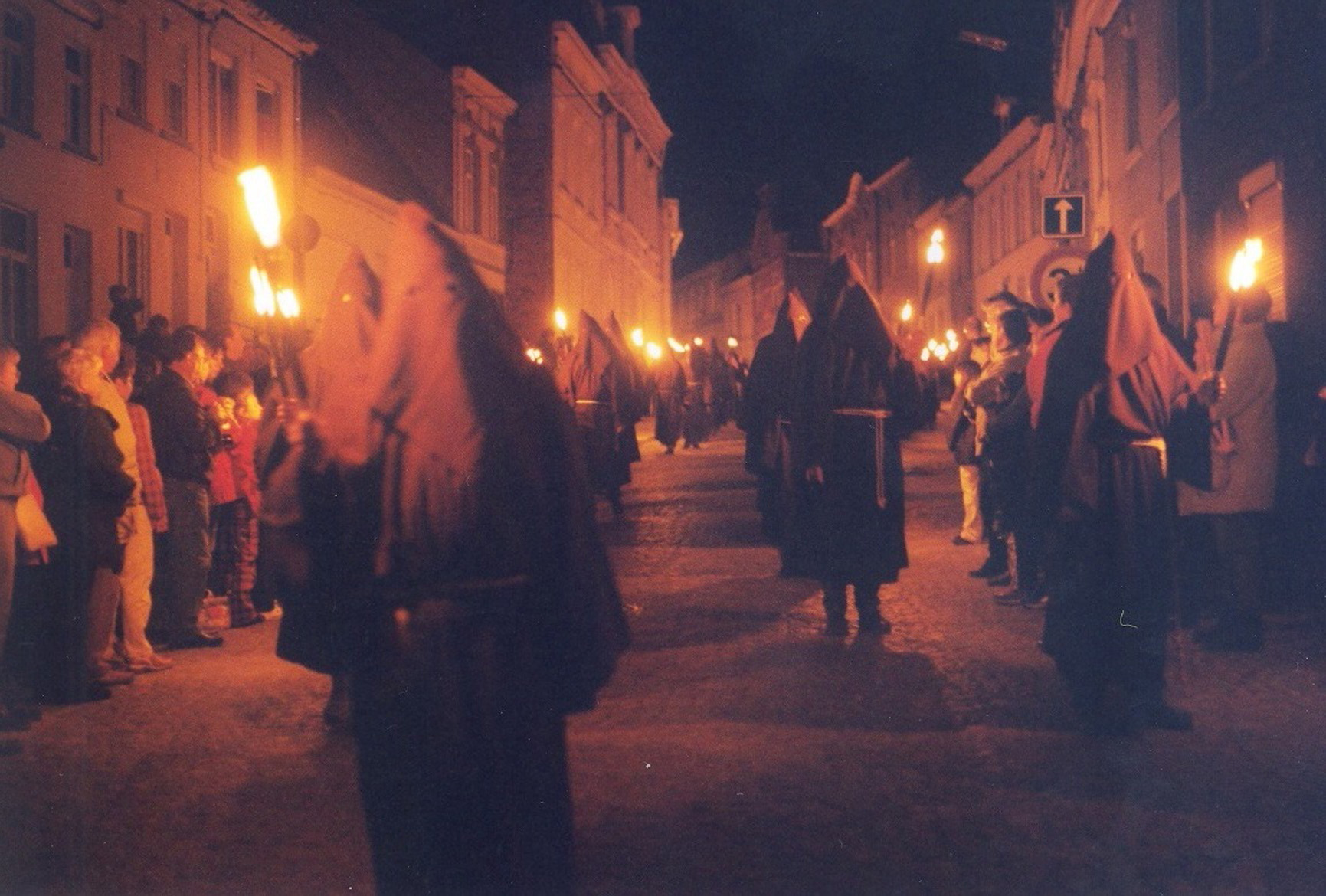
Procession des pénitents Lessines

Depuis plus de 500 ans, le Vendredi saint, la ville de Lessines (Hainaut, Belgique) mène la dépouille du Christ au cours de la procession de la Mise au Tombeau, à l'issue d'un office solennel de la Passion qui en constitue le premier acte.

## Historique
Le plus ancien document rapportant l'existence « d'une mise au tombeau » du Christ daterait de 1482. Il semble évident que la tradition remonte à plus haut encore dans le temps.

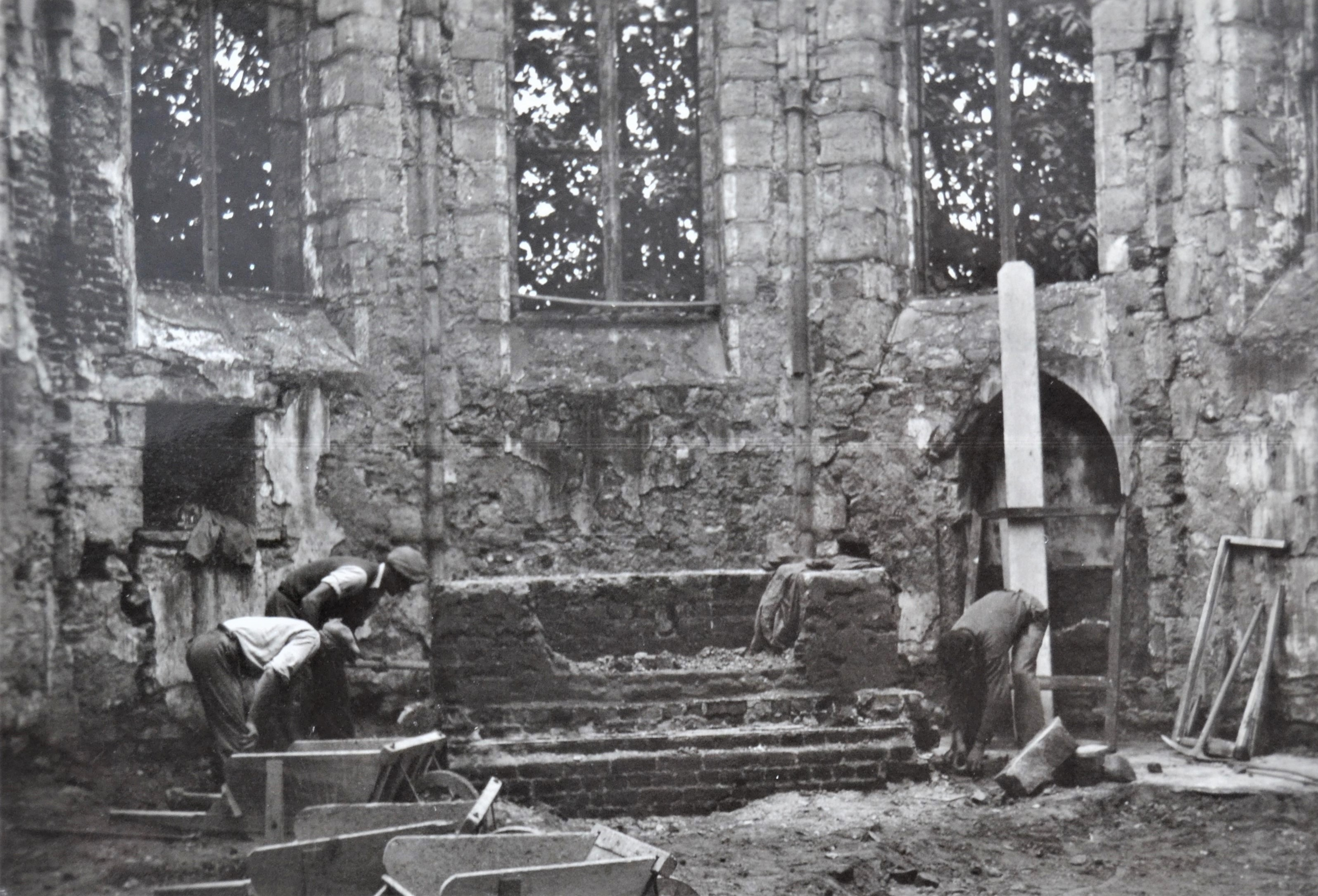
Lors des travaux de déblaiement des ruines de l'église Saint-Pierre, à gauche, on perçoit une niche sous la fenêtre: serait-ce la "capsula" ?

Il est envisageable d’aller en chercher les origines dans ce que l’on nomme les « présanctifiés », la réserve eucharistique consacrée le Jeudi Saint en vue de l’office du Vendredi. Cette réserve était  – et est encore – conservée hors de la vue des fidèles, en dehors du tabernacle, jusqu’à la consécration de la veillée pascale. C’est au moins au XIIIe siècle que l’Église prit l’habitude d’enfermer ces « présanctifiés » dans une capsula (dite aussi monumentum, sepulcre, scrinium, armariolum, fenestra, selon les sources) incarnant le sépulcre dans lequel le Christ fut inhumé au soir du vendredi de la Passion. Cette capsula était généralement située aux environs de l’autel et s’apparentait aux armoires eucharistiques. L’incendie de l’église Saint-Pierre à Lessines, le 11 mai 1940, permit la découverte de ce qui était peut-être la capsula de l’édifice, dans l’un des pans de l’abside du chœur, en regard de la crédence.
D’autre part, depuis le XIe siècle, l’Europe chrétienne avait adopté un rite né en Angleterre vers la fin du siècle précédent, consistant à enfermer une croix dans un tombeau afin de sensibiliser les fidèles à la mort et à l’ensevelissement du Christ. Par la suite, ce symbolisme sera augmenté du fait de déposer les présanctifiés dans le même tombeau.
Enfin, à partir des environs de l’an 1000, les drames liturgiques prennent une place importante dans la chrétienté ; il est probable que ce genre théâtral a aussi joué un rôle dans la gestation de la tradition lessinoise. Aujourd’hui, il est rituel que plusieurs intervenants lisent la Passion durant l’office qui, à Lessines, a lieu a 19h30 et précède la procession dont il est le premier acte ; en plus, lors de l'office du Vendredi Saint à Lessines, la lecture de la Passion s'interrompt avant la partie consacrée à la mise au tombeau : elle viendra se clôturer à l'issue de la procession. Dès la fin du XIIe siècle, du fait de leur développement, l’Église exportera les drames liturgiques sur le parvis des églises, favorisant ainsi la naissance des mystères du Moyen Âge.
Par les "semainiers" conservés aux archives de la paroisse de Lessines, on sait qu'au début du XVIIe siècle, l'évènement lié à la mise au tombeau avait encore lieu à l'intérieur de l'église où il avait pris part au sein de l'office religieux du Vendredi-Saint. En 1667,  le "semainier" stipule que « Vendredÿ la prédication environ les six heures et l’office finirat comme de coustume ». Ces semainiers manquent entre 1668 et 1683. Par contre, celui de 1684 évoque une procession : « L’office se fera aussi comme de coutume et […] au soir on fera la procession par la ville avec l’image de Notre Seigneur » : le rite s’est donc extériorisé et développé. En 1735, les explications sont limpides : « Vers les six heures du matin on prêchera la passion du Sauveur qui sera suivie du Service Dieu [l’office] et d’autres offices accoutumés. Vers les cinq heures du soir on fera la procession par la ville avec l’image de N :S : et R :J :C : [Notre Seigneur et Rédempteur Jésus-Christ] On prie chacun d’y assister avec piété et dévotion ». Les révolutions brabançonne et française viendront perturber la coutume qui, par souci de discrétion, réintégrera l’église jusqu’à sa fermeture en 1797.

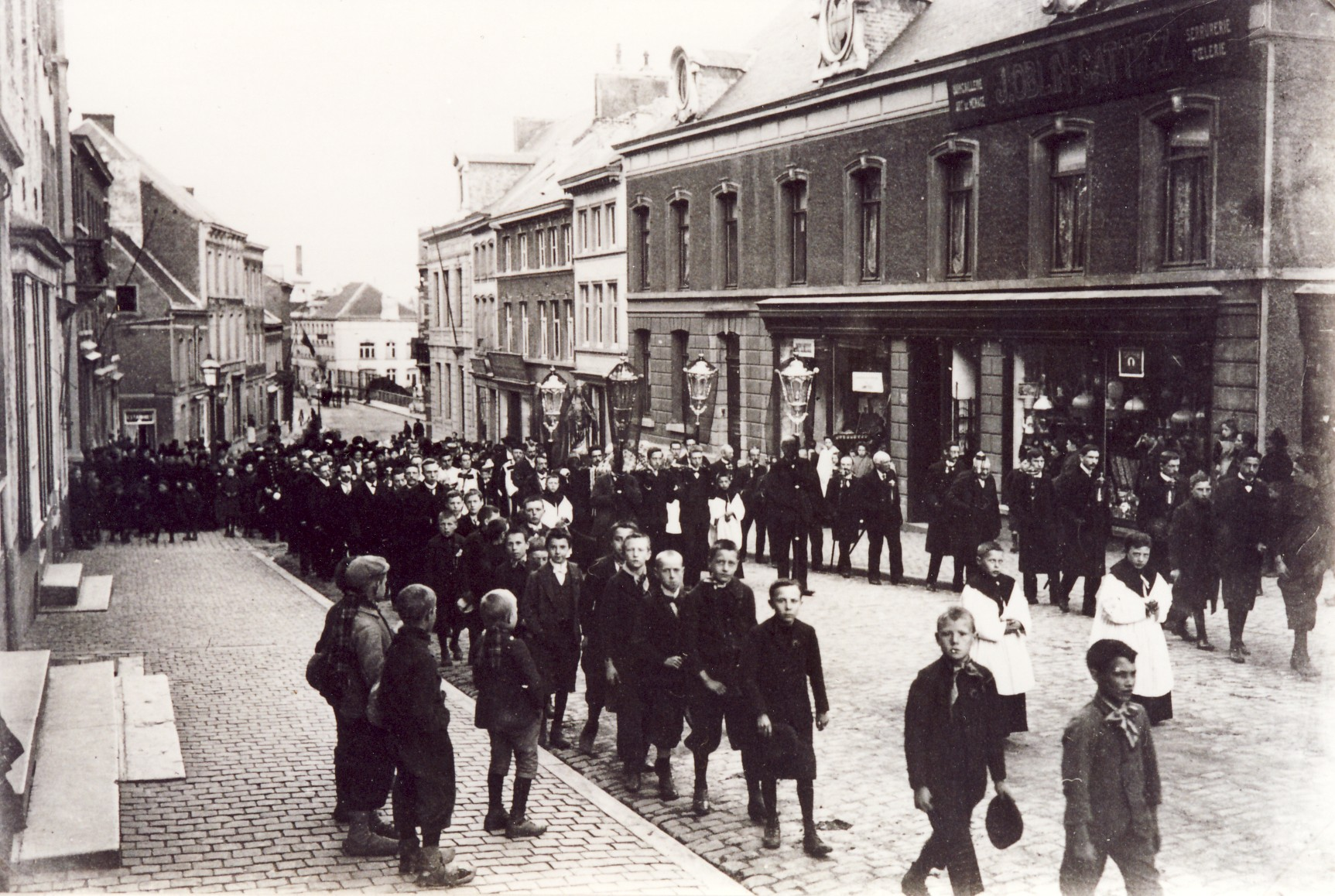
La procession du Vendredi saint lessinois remonte la Grand' rue, vers 1905... Pas de pénitents à cette époque !

En 1802, le culte est rétabli. L’année suivante, l’office est annoncé à 7 heures tandis « [qu’] à 4 heures ont lieu les matines suivies de la procession parmi la ville ». La procession est donc transférée au matin avant de retrouver place, dès 1810, en fin d’après-midi. Dans les années 1930, on a voulu rendre à la Mise au Tombeau de Lessines son caractère musical ; en 1939,  le vicaire Rousseaux publiera même une notice historique « Procession de la Mise au Tombeau », reprenant le rituel lessinois.
Le 11 mai 1940, l'église Saint-Pierre est victime d'un incendie déclenché par des bombes incendiaires allemandes ; l'édifice est ravagé, les statues et le matériel de la procession sont détruits. Pour autant, la tradition se poursuit, jusqu’à la fin du conflit, dans la cour de l’école des Frères, rue Kugé, institution qui accueille aussi l’église provisoire. Dès 1945, la procession retrouve les rues de la ville et, en 1953, peut-être même déjà en 1952 alors que les travaux de restauration de l’église s’achèvent, une évolution capitale se produit de commun accord entre le clergé et le Syndicat d’Initiative, une transformation qui permettra au rite de résister aux bouleversements  de Vatican II car il acquiert une dimension touristique : désormais, portant flambeaux et lanternes, les hommes seront vêtus de bure et cagoulés tandis que les jeunes femmes revêtiront une cape noire à capuche ; dès 1953, le sculpteur Harry Elstrøm fournira les nouvelles statues, gisant du Christ en chêne, Mater Dolorosa en noyer, venant remplacer les pièces en plâtre acquise durant la guerre. Des tambours viennent compléter le son lugubre des crécelles d’une procession qui sort à l’issue de l’office du Vendredi Saint, véritable « messe d’absoute » du Christ, dans une ville où tout éclairage public est proscrit. À l’issue du cortège, deuxième acte de la trilogie lessinoise, le convoi réintègre l’église où l’on procède à l’ensevelissement du Christ dans son sépulcre, troisième et dernier acte, après avoir achevé la lecture de la Passion, laissée en suspens pendant l’office.

## Pratiquement

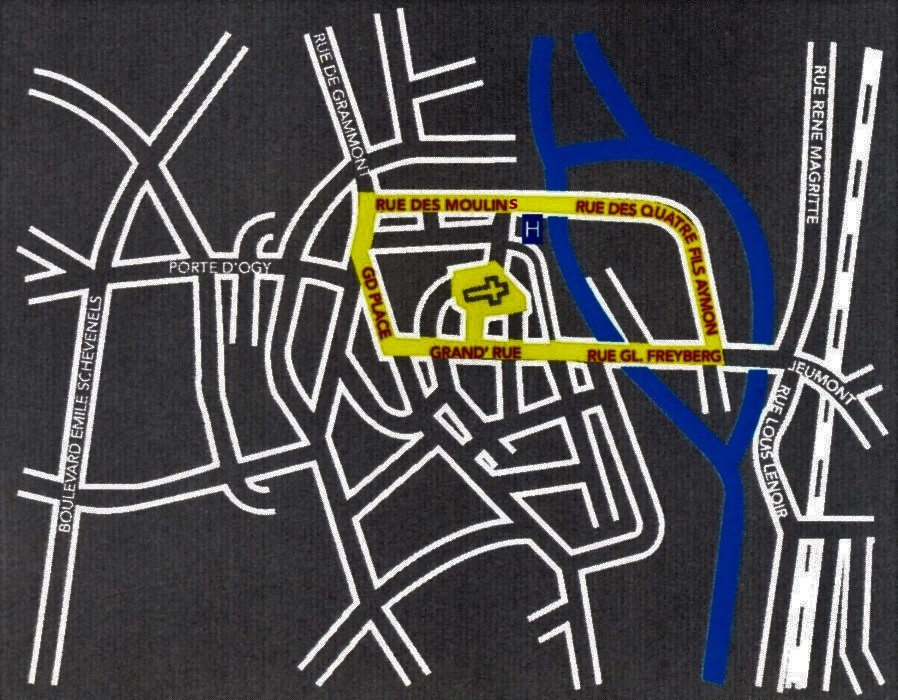
Itinéraire de la procession des Pénitents

Véritable trilogie où tous les éléments ont leur importance, le Vendredi Saint lessinois se compose, tel un théâtre liturgique d'aujourd'hui, de trois actes.

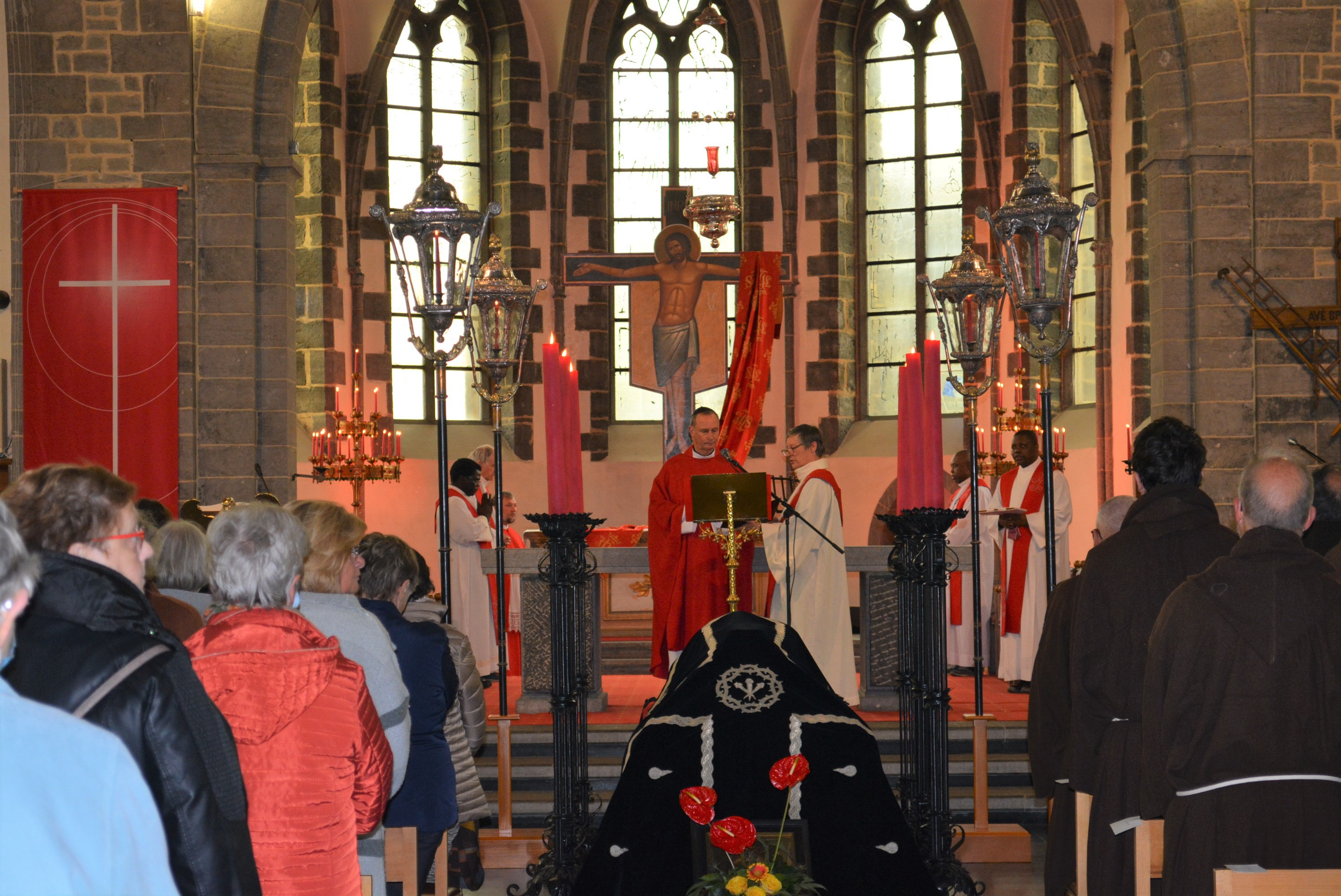
L'office du Vendredi saint 2022, photographé par Olivier Huysman.

ACTE 1. A 19h30, tout commence par l'office religieux célébré dans l'église Saint Pierre où le Christ gisant a pris place à l'endroit même où est déposé le cercueil lors de toutes funérailles. L’église, plongée dans une semi-obscurité où le rouge est dominant – couleur eucharistique du Vendredi Saint depuis le Concile – sert de cadre à un office solennel actuel, teinté d'histoire. Peu à peu, la nuit tombe sur la vieille ville de Lessines...
ACTE 2. Vers 21h15, à l'issue de l'office, l'éclairage de l'église s'éteint, les tambours entrent dans l'édifice, la procession se constitue. Au même moment, la vieille ville éteint son éclairage public. La procession sort de l'église vieille de près de 1000 ans pour entamer son parcours traditionnel, rythmé par le son des crécelles, des tambours et des chants, ponctués de grandes intentions pour le Monde d'aujourd'hui. Les lessinois, mais aussi des hommes et des femmes venus des quatre coins de la Belgique, voire d'ailleurs, vont porter le Christ vers sa dernière demeure, une tradition unique dans tout le Nord de l'Europe, s'apparentant non à un chemin de croix mais à ces traditions du Vendredi Saint de tout le bassin méditerranéen… mais ici, avec toute l'austérité de la Belgique.
Le parcours de la procession: Parvis Saint-Pierre - Grand' rue - Grand' place - rue des Moulins - rue des Quatre Fils Aymon - rue Général Freyberg - Grand' rue - Parvis Saint-Pierre - église Saint-Pierre.
ACTE 3. Vers 22h., après avoir accompli un dernier tour extérieur et intérieur de l'église, le tour intérieur étant extrêmement impressionnant par les sons qui s'y mélangent crescendo, les principaux groupes pénètrent dans la chapelle Sainte-Barbe, dite aussi de Notre-Dame des Sept Douleurs, édifiée en 1473, sur le flanc nord de la tour de l'église. Très sobrement, le Christ est mis au tombeau... jusqu'au prochain Vendredi Saint.

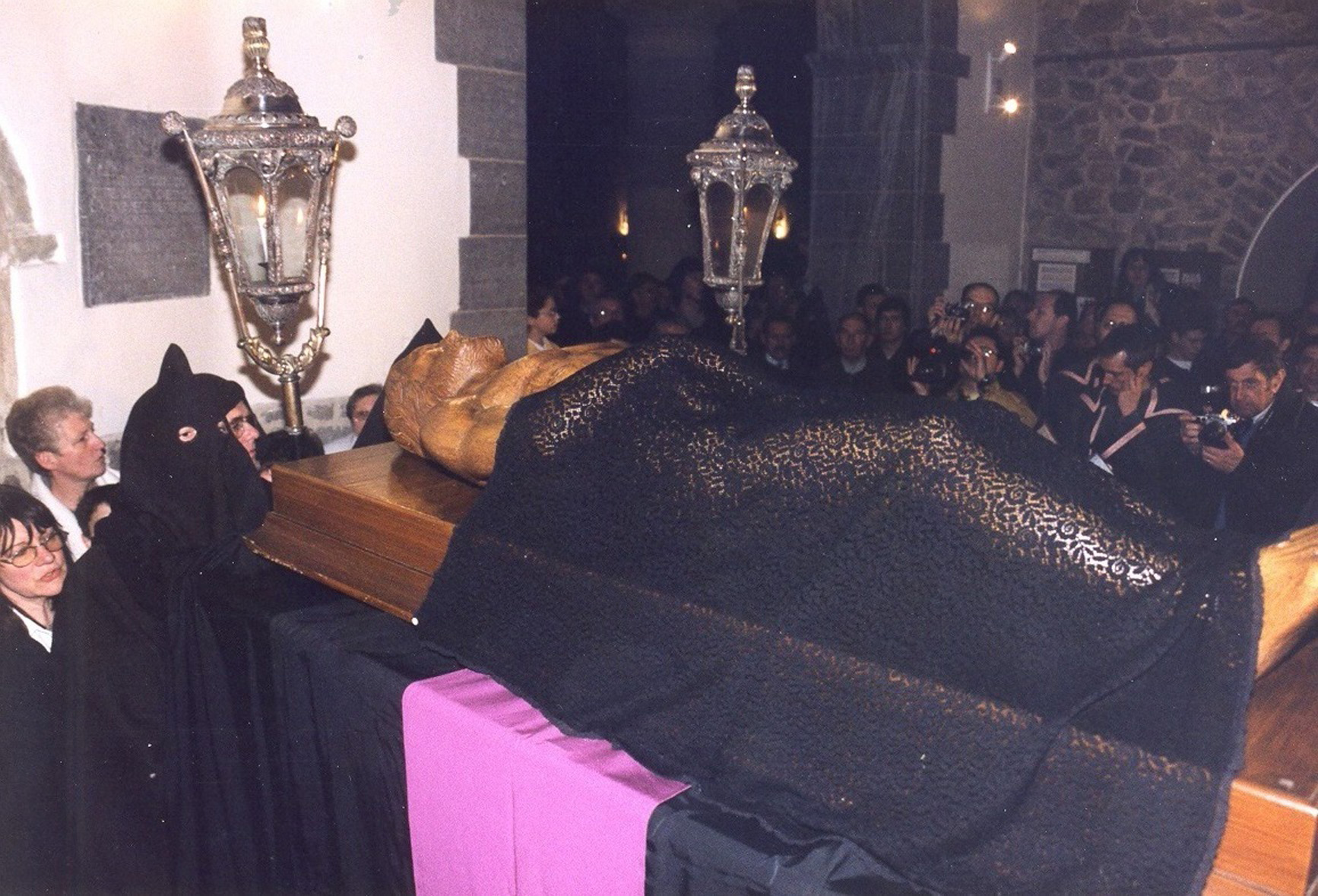
Le Christ arrive pour sa mise au tombeau

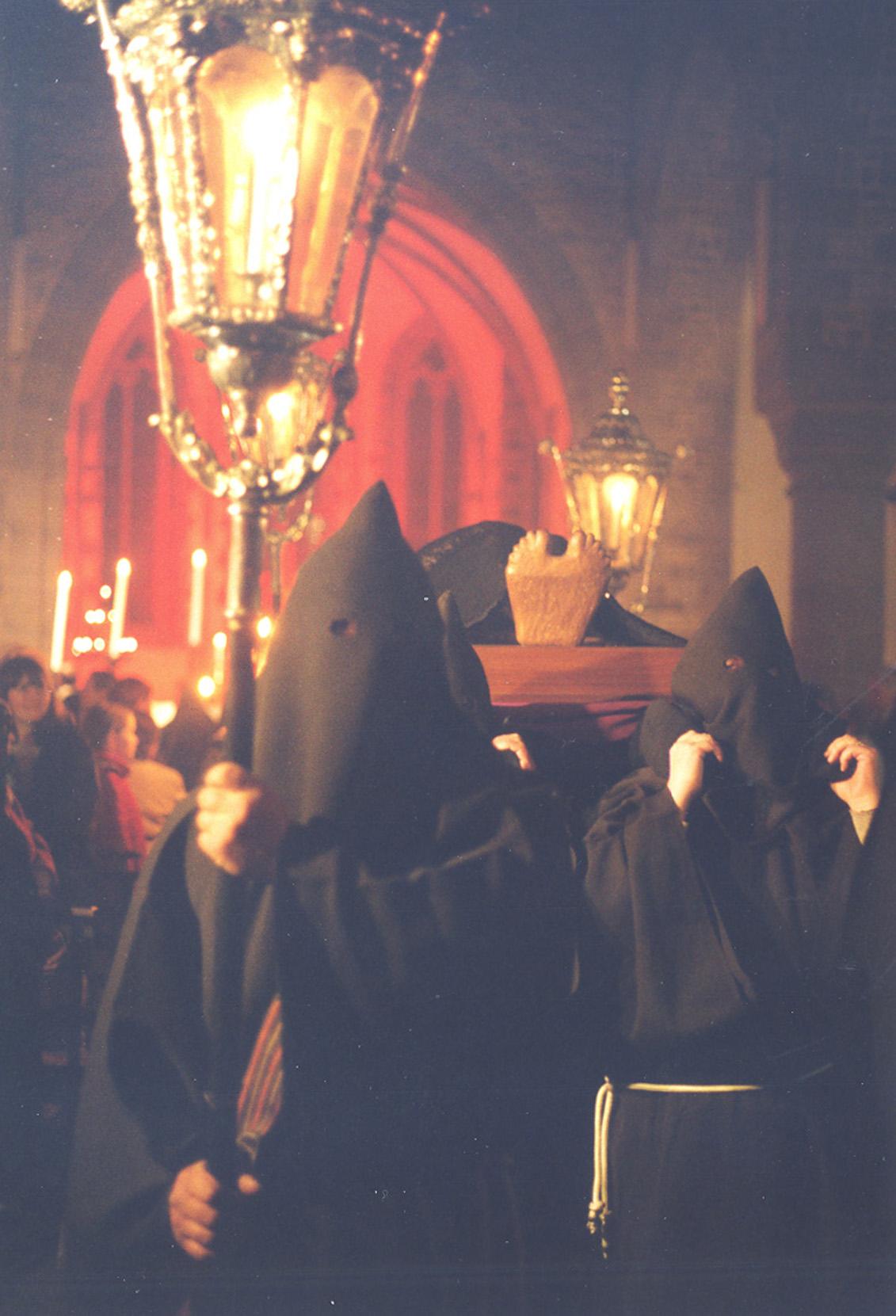
Procession des pénitents Lessines

## Ordre de la Procession
1. Un groupe de tambours
2. Premier groupe de crécelles
3. La croix entourée de deux lanternes
4. Un premier groupes de pénitents
5. Le christ entouré de quatre lanternes et des acolytes avec encensoirs
6. Les chantres
7. Un deuxième groupe de pénitents
8. Un groupe de tambours
9. Les jeunes femmes en capes noires
10. Deuxième groupe de crécelles
11. Notre-Dame des Sept Douleurs entourée de quatre lanternes
12. Les « deuillantes »
13. Les chantres
14. Le clergé
15. La foule

Démarche née au Moyen Âge, la tradition lessinoise de la Mise au Tombeau du Vendredi Saint a réussi à surmonter les accidents de l’Histoire et les conflits des hommes pour être, aujourd’hui, un rite qui ne cesse d’étonner. Croyants ou simples touristes qui rejoignent Lessines pour l’occasion puisent ce qu’ils souhaitent dans une tradition demeurée respectueuse de son histoire et de ses mutations. Y participer en qualité de croyant ou simplement d'ami offre à chacun une expérience inoubliable. Acte authentique de piété et respect de la tradition, tels sont les éléments essentiels de cette procession de la Mise au Tombeau de Lessines.

## Sources
- V.-J. Guignies, Histoire de la ville de Lessines
- Th. Lesneucq-Jouret, Histoire de la ville de Lessines, 2e édition
- Extrait des Carnets du Patrimoine no 81 : Le patrimoine de Lessines, Gérald Decoster ; Institut du Patrimoine wallon, 2011. PP. 19-20